# Maria W. Piers
Maria Weigl-Piers (geboren als Maria Weigl, 17. Mai 1911 in Wien, Österreich-Ungarn; gestorben 21. Mai 1997 in Chicago) war eine austroamerikanische Kinderpsychologin.

## Leben
Maria Weigl war eine Tochter des ungarisch-österreichischen Komponisten Karl Weigl (1881–1949), der 1912 Österreicher wurde, und der Sängerin Elsa Pazeller (1881–1949), der Komponist Jakob Pazeller war ein Onkel. Die Ehe wurde bereits 1913 geschieden, und die Tochter blieb bei der Mutter, der Vater heiratete anschließend Valerie Pick (Vally Weigl) und hielt den Kontakt aufrecht. Maria Weigl besuchte einen Montessorikindergarten.
Weigl machte eine Ausbildung zur Kindergärtnerin, besuchte Vorlesungen zur Psychoanalyse und setzte sich mit Schriften von Anna Freud und Erik Erikson auseinander. Sie heiratete 1933 den Psychoanalytiker Gerhart Pisk (Piers, 1908–1978), sie hatten zwei Kinder. Nach dem Anschluss Österreichs 1938 flohen sie in die Schweiz, wo Maria Pisk 1939 an der Universität Basel promoviert wurde. 1939 gelang ihnen die Flucht in die USA, wo sie den Familiennamen Piers annahmen. Auch Maria Piers' Vater gelang die Flucht.
Gerhart Piers arbeitete am Chicago Institute for Psychoanalysis in Chicago und wurde 1956 Direktor des Instituts, Maria Piers kümmerte sich um die Kinderaufzucht und arbeitete als Sozialarbeiterin. Anfang der 1950er Jahre gab sie Kurse in Kinderpsychologie an der University School of Medicine, am Chicago Institute for Psychoanalysis und an der Universität Chicago. Piers arbeitete bei Erziehungsfilmen für das Fernsehen mit.
1966 gründete sie in Kooperation mit der Loyola University Chicago das Institute for Early Childhood Education, welches im Rahmen des 1965 begonnenen Head-Start-Programms zur Kompensatorischen Erziehung arbeitete, und leitete es bis 1986, es wurde später in Erikson Institute umbenannt. Piers publizierte zur Frühpädagogik und zu Eriksons Phasenlehre.

## Schriften (Auswahl)
- How to work with parents. Chicago: Science Research Associate, 1955
- Growing Up With Children. Chicago: Quadrangle Books, 1966
- mit Robert Coles: Wages of Neglect. Chicago: Quadrangle Books, 1969
- (Hrsg.): Play and Development. New York: W.W. Norton and Company, 1972
- Infanticide. New York: W.W. Norton and Company, 1978
- mit Genevieve Millet Landau: The Gift of Play. New York: Walker and Company, 1980
- Maria Piers: Die Entwicklung des Menschen nach Eriksons Phasenlehre. München : E. Reinhardt, 1982